# Án mạng lầu 4
Án mạng lầu 4 là một bộ phim điện ảnh Việt Nam thuộc thể loại phim tâm lý tội phạm, giật gân công chiếu vào năm 2024 do Nguyễn Hữu Tuấn làm đạo diễn. Bộ phim có sự tham gia diễn xuất của các diễn viên gồm Trương Thế Vinh, Lương Bích Hữu, Ngân Quỳnh, Kiều Trinh, Tuyền Mập, Blacka, Nghinh Lộc, Lê Công Hoàng, Quế Minh Hân, Phi Điểu,...

## Nội dung
Bộ phim xoay quanh cặp vợ chồng trẻ tên Thắng (Trương Thế Vinh) và Đình Đình (Lương Bích Hữu). Ngay trước giờ ra sân bay sang nước ngoài, họ nhận lời trông giúp đứa bé sơ sinh từ người hàng xóm. Không lâu sau, cặp đôi bàng hoàng phát hiện đứa bé đã chết từ lúc nào. Đứng trước tình huống bất ngờ, họ phải cùng nhau tìm ra thủ phạm đã đẩy mình vào tình thế này.
Bà Hạnh giúp việc bên căn hộ 402 nhờ vợ chồng Thắng trông giúp em bé sơ sinh tên Tina để bà đi ra ngoài. Thanh - em gái của Thắng - xin ra ngoài. Một cơn gió mạnh khiến cửa sổ trong phòng ngủ bị vỡ, Thắng vào kiểm tra thì phát hiện Tina đã chết từ lúc nào, anh hoảng hốt gọi xe cứu thương. Dũng - cha của Tina - đến xin đón bé, Thắng đành phải nói dối rằng vợ mình đã bế bé ra ngoài chơi. Khi nhân viên cấp cứu đến nơi, Thắng đuổi họ ra về. Một lát sau, Dũng và cô vợ cũ của anh ta tranh cãi ngay tại hành lang về chuyện giành nuôi Tina, anh chàng công an Giang mời cả hai về đồn làm việc. Người phụ nữ tên Tuyền đến thu mua đồ đạc cũ trong nhà Thắng, trong khi đó trong nhà vệ sinh, Đình Đình phát hiện mình đã có thai.
Bà Quỳnh - mẹ của Thắng - ghé thăm, bà than phiền về chuyện thời gian sắp tới vợ chồng Thắng sẽ đưa Thanh đi theo qua Canada, rồi bà ra về. Đình Đình gọi điện thoại cho bà Hạnh mà không được. Hai vợ chồng cho rằng có lẽ Tina đã chết trước khi được đưa vào nhà họ, nghi ngờ bà Hạnh là hung thủ muốn đổ tội cho họ. Bà Hạnh trở về, nói rằng mình bị giật điện thoại, vì thế không ai gọi cho bà được. Người phụ nữ tên Lan đến giao dây chuyền cho Đình Đình, cô ta dẫn theo đứa con nhỏ, đứa bé suýt làm lộ việc xác Tina trong phòng ngủ. Bà Hạnh phải về quê gấp, nhờ vợ chồng Thắng trông coi Tina đến khi Dũng về. Ông Đức chủ nhà đến kiểm tra nhà, thấy Đình Đình bế Tina thì nghĩ rằng vợ chồng Thắng đã có con.
Thắng lên mạng tìm hiểu nguyên nhân đột tử của trẻ sơ sinh, trong đó có đề cập việc "hút thuốc lá gần trẻ" và "để trẻ nằm sấp". Thắng tin rằng Tina chết là do anh hút thuốc gần bé, còn Đình Đình cho rằng là do cô để bé nằm sấp. Cả hai đều không muốn báo công an về sự việc này. Vợ chồng Thắng thu gom hành lý, quyết định gửi xác Tina cho bà Giáo - một bà lão bị lẫn bên căn hộ 401 - và vội vã rời đi. Khi xuống cầu thang, chủ căn hộ 401 - con trai của bà Giáo - mời vợ chồng họ trở lên nhà ăn đám giỗ. Trong số khách ăn giỗ có anh chàng công an Giang. Cuối cùng những người trong căn hộ 401 đều không biết có một xác chết trẻ sơ sinh đang nằm trong phòng bà Giáo. Vợ chồng Thắng lên xe taxi rời đi và ra sân bay.

## Diễn viên
- Trương Thế Vinh vai Thắng[4][5]
- Lương Bích Hữu vai Đình Đình[6][7]
- Ngân Quỳnh vai Bà Quỳnh
- Quế Minh Hân (Sachi) vai Thanh
- Blacka vai Dũng
- Lê Công Hoàng vai Giang
- Kiều Trinh vai Bà Hạnh
- Tuyền Mập vai Tuyền
- Phi Điểu vai Bà Giáo
- Phương Bình vai Ông Đức

Và một số diễn viên khác...

## Nhạc phim
Âm nhạc của phim được thực hiện bởi hai nhạc sĩ Trần Hữu Tuấn Bách và Lý Trang. 
Bài hát chủ để trong danh đề cuối phim có tựa đề Tự Vấn, nhạc và lời được sáng tác bởi Lương Bích Hữu, phối khí bởi Trần Hữu Tuấn Bách. Một phần giai điệu của bài hát được lấy cảm hứng từ bài hát ru tiếng Quảng Đông có tựa đề Nguyệt Quang Quang, cũng là bài hát ru mà nhân vật Đình Đình hát trong phim. 

## Phiên bản gốc
Án Mạng Lầu 4 là phiên bản chuyển thể (remake) của bộ phim Iran có tựa đề Melbourne (kịch bản & đạo diễn: Nima Javidi).  Tuy nhiên bộ phim cũng có khá nhiều chi tiết thay đổi  và khác biệt so với phiên bản gốc, nhằm để phù hợp hơn với đời sống và văn hoá Việt Nam.

## Liên hoan phim quốc tế
- The 6th Hill Film Festival (Bangladesh) - Official selection [9]
- The 13th Buenos Aires International Film Festival (Argentina) - Official selection
- The 47th Moscow International Film Festival (Russia) - Official selection [10]